# Gouvernement Livland

Wappen des Gouvernements

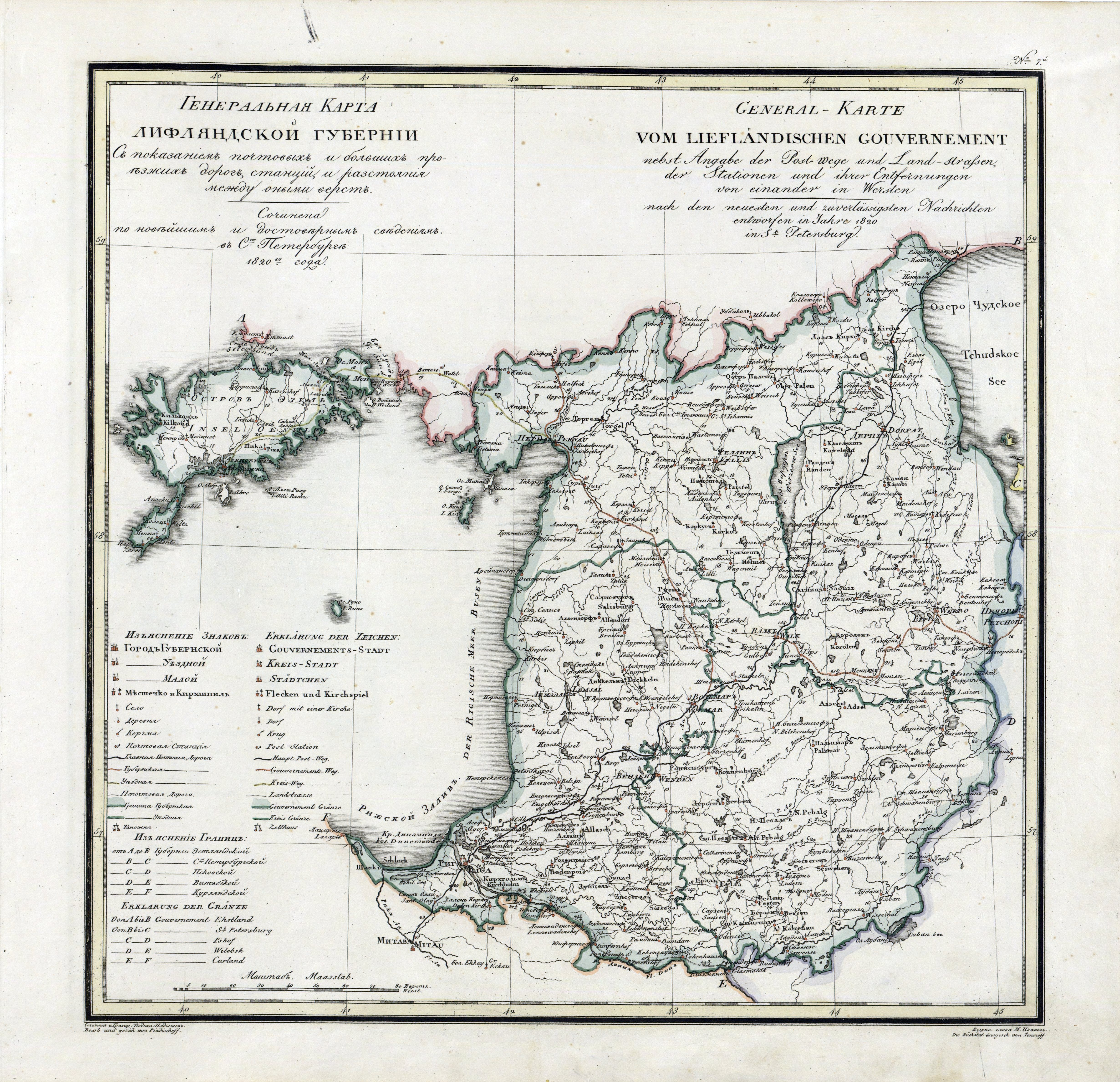
Karte aus dem Jahr 1820 (Russisch-Deutsch)

Das Gouvernement Livland (russisch Лифляндская губерния/Lifljandskaja gubernija; auch Gouvernement Riga) war eines der drei Ostseegouvernements des Russischen Reiches. Es umfasste die Region Vidzeme im heutigen Lettland sowie die Südhälfte des heutigen Estlands. Hauptstadt war Riga. Das Gouvernement wurde nach der historischen Landschaft Livland benannt.

## Ausdehnung und Verwaltungsgliederung
Das Gouvernement Livland grenzte im Norden an das Gouvernement Estland, im Osten an den Peipussee, der es vom Gouvernement Sankt Petersburg trennte, sowie an das Gouvernement Pskow, im Südosten an das Gouvernement Witebsk, im Südwesten an Kurland und im Westen an den Rigaischen Meerbusen. Es umfasste ein Areal von 47.028,5 km², wovon 2876 km² auf Inseln (vor allem Ösel (estn. Saaremaa) und Mohn (estn. Muhu)) entfielen.
Das Gouvernement war in neun Kreise (Ujesdi) eingeteilt:
- Kreis Dorpat (estn. Tartu), 1893–1918 Юрьев/Jurjew
- Kreis Fellin (estn. Viljandi)
- Kreis Ösel (estn. Saaremaa), Hauptstadt Arensburg (estn. Kuressaare)
- Kreis Pernau (estn. Pärnu)
- Kreis Riga (lett. Rīga)
- Kreis Walk (Hauptstadt Walk, heute geteilt: estn. Valga, lett. Valka)
- Kreis Wenden (lett. Cēsis)
- Kreis Werro (estn. Võru)
- Kreis Wolmar (lett. Valmiera)

## Geschichte
Livland (Schwedisch-Livland) war eine der schwedischen Besitzungen, die mit dem Frieden von Nystad 1721 an das Russische Reich kamen. Die Adelsprivilegien und die Selbständigkeit der Lutherischen Amtskirche wurden von Peter I. bestätigt. Insbesondere die Livländische Ritterschaft blieb die dominierende Instanz im Land.  Durch Beschluss der Livländischen Ritterschaft wurde 1819 die Leibeigenschaft in Livland aufgehoben; Livland folgte damit dem Gouvernement Estland und dem Gouvernement Kurland, die diesen Schritt kurz zuvor vollzogen hatten (Estland 1816, Kurland 1817). Im übrigen Russland hingegen bestand die Leibeigenschaft noch bis 1861.
1835 wurde das russische Gesetzbuch eingeführt und die russische Amtssprache bevorrechtet. Eine ernsthafte Russifizierung wurde allerdings erst ab den 1880er Jahren betrieben, insbesondere wurde das Russische 1884 zur alleinigen Amtssprache erklärt. Auch die lutherische Kirche wurde ab dieser Zeit benachteiligt. Es wurden orthodoxe Gotteshäuser gebaut, und der orthodoxe Klerus versuchte vor allem die estnische und lettische Landbevölkerung zur Orthodoxie zu bekehren. Das Gebiet wurde im Ersten Weltkrieg zwischen September 1917 und März 1918 von deutschen Truppen besetzt und 1919 auf die neu entstandenen Staaten Estland und Lettland aufgeteilt.

## Statistik
1897 hatte das Gouvernement 1.299.365 Einwohner (27,6 pro km²). Nach der Nationalität zerfiel die Bevölkerung in 563.829 Letten, 518.594 Esten, 98.573 Deutsche, 68.124 Russen, 23.728 Juden, 15.132 Polen.  Bei der Konfessionszugehörigkeit gab es 1882 81,6 % Protestanten, 13,4 % Griechisch-Katholische, 2,4 % Juden, 1 % Römisch-Katholische. Der Rest verteilte sich auf Russisch-Orthodoxe (seit den 1840er Jahren entstanden in Livland einige wenige, kleine russisch-orthodoxen Gemeinden), Armenier, russische Kleinkirchen und Konfessionslose.
Von der Fläche des Gouvernements wurden 41,5 % als Wiesen und Weideland genutzt sowie 18,5 % als Ackerland; 24,4 % der Fläche war Wald und 15,6 % Ödland. Die Bevölkerung war vorwiegend im Ackerbau beschäftigt, es wurde vorzugsweise Roggen (1880–1884 2,2 Mio. Hektoliter), Gerste (1,6 Mio.), Hafer (2 Mio.), Lein und Kartoffeln (4,1 Mio.) angebaut, daneben auch in kleineren Mengen Weizen, Hanf und Buchweizen. Der Viehbestand war 1883: 485.000 Stück Hornvieh, 216.000 Schweine, 441.000 Schafe und 160.000 Pferde. Die Fischerei bildete einen bedeutenden Erwerbszweig, aus dem Meer kamen Breitlinge und Flundern, aus den Seen Stinte und aus den Flüssen Lachse. In industrieller Hinsicht nahm Livland einen hervorragenden Platz unter den russischen Gouvernements ein, es hatte 724 Fabriken mit 19.000 Arbeitern. Wichtige Industriezweige waren Destillerien, Brauereien, Sägewerke, Eisengießerei, Ölschlägerei, Korkfabrikation, Weberei und Papierfabrikation. Der Handel wurde hauptsächlich über den Hafen von Riga abgewickelt. Es gab acht Banken im Gouvernement.
In Livland gab es die Universität Dorpat mit 1990 Studenten, das Polytechnikum Riga mit 1122, ein Veterinärmedizinisches Institut in Dorpat mit 150 Schülern, 37 Gymnasien mit 7137 Schülern, 265 Schulen anderen Typs mit 21.065 Schülern sowie 631 Landvolksschulen mit 98.524 Schülern. 24 Zeitungen und Zeitschriften erschienen im Gouvernement, meist deutschsprachig, aber einige auch lettisch- oder estnischsprachig.

## Behörden
Das aus sechs hohen Beamten („Landräte“ genannt) gebildete Livländische Landratskollegium leitete die Verwaltung des Gouvernements. Diese gliederte sich in mehrere Ämter und Abteilungen, wie etwa die Landmesser-Abteilung des Katasteramtes.
Dem Gouverneur unterstanden eine „russische Kanzlei“ für den Schriftverkehr in russischer Sprache mit den Militärbehörden und eine „deutsche Kanzlei“ für den Schriftverkehr in deutscher Sprache mit den Verwaltungen der Kreise, mit der Livländischen Ritterschaft und mit dem Kollegium der liv- und estnischen Sachen der kaiserlich-russischen Regierung in Sankt Petersburg.